# 南區萬事屋
南區萬事屋（英語：Southernethouse），是一個香港民主派的社區團體，專注於南區的社區事務。

## 歷史
2016年香港立法會選舉，香港眾志創黨主席羅冠聰當選香港島選區立法會議員後，便在南區設立南區萬事屋，期望透過社區工作，爭取市民對香港眾志的認同，惟在2016年12月2日，時任特首梁振英及律政司入稟司法覆核，要求取消羅冠聰等四名泛民主派議員的議員資格。2017年7月14日，法庭為司法覆核作出裁決，宣布羅冠聰、劉小麗、姚松炎和梁國雄的議員資格被取消，並追溯至2016年10月12日宣誓當日。

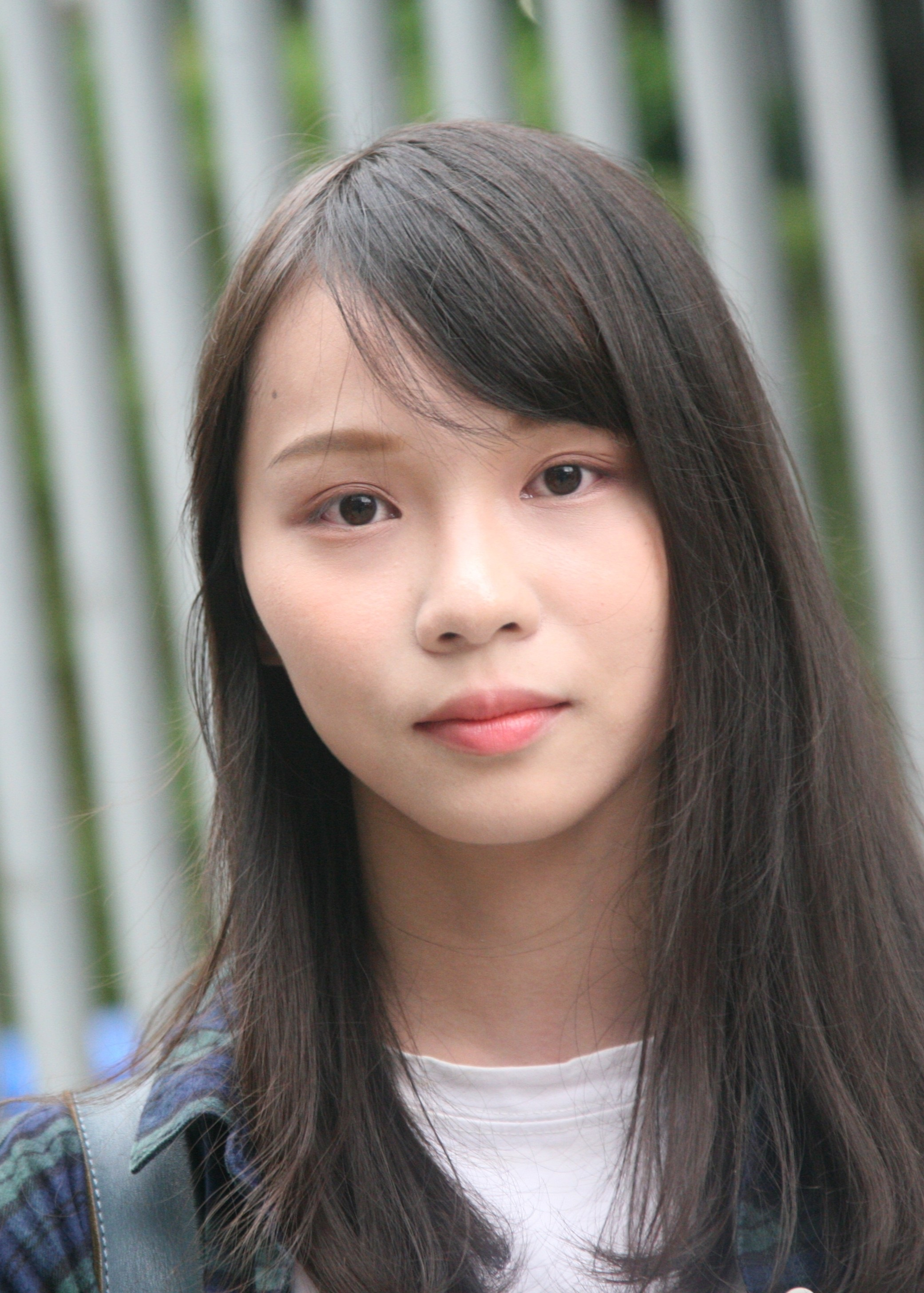
2018年立法會港島區補選參選人周庭被選舉主任裁定參選資格無效

其後在2018年1月27日，選舉主任稱根據《立法會條例》第40(1)(b)(i)條的規定，主觀地認定香港眾志周庭提名「無效」，同日區諾軒遞交提名表格正式參選港島區補選，代表民主派以替補周庭出選2018年香港立法會補選，1月31日獲確認參選資格。區諾軒在補選中奪得137,181票，比受到建制派支持的候選人陳家珮多出接近10,000票，成功取得議席，區在當選後，持續支援南區萬事屋地區工作，在2019年香港區議會選舉中，南區萬事屋在南區區議會共取得三席區議員。

## 議員

### 區議員
南區萬事屋共有0個區議會議席，議員包括：
| 區議會 | 選區號碼 | 選區   | 議員   | 2020-2023 | 備註                 |
| ------ | -------- | ------ | ------ | --------- | -------------------- |
| 南區   | D01      | 香港仔 | 黃銳熺 | →         | 向區議會申報為無黨籍 |
| 南區   | D07      | 海怡西 | 林浩波 | →         |                      |
| 南區   | D13      | 田灣   | 袁嘉蔚 | →         |                      |

## 選舉

### 區議會選舉
| 選舉 | 民選得票 | 民選得票比例 | 民選議席 | 當然議席 | 議席    | +/- |
| 2019 | 13,356   | 0.45%        | 3        | 0        | 3 / 479 | 3 ▲ |